# Pieśń miłosna J. Alfreda Prufrocka
Pieśń miłosna J. Alfreda Prufrocka (ang. The Love Song of J. Alfred Prufrock) – poemat T.S. Eliota pochodzący z tomiku Prufrock and Other Observations, opublikowanego w 1917. Utwór reprezentuje gatunek monologu dramatycznego.
Omawiany poemat jest napisany wierszem wolnym. Miejscami jednak rytm wpada w ramy tradycyjnego wiersza białego (blank verse'u). W utworze występuje rymowany refren go/Michelangelo. Poeta stosuje aliterację, na przykład smoke that slides along the street, morning coat, my collar mounting, czy wind blows the water white and black.
Wiersz The Love Song of J. Alfred Prufrock był przekładany na język polski przez Stanisława Barańczaka, Michała Sprusińskiego i Krzysztofa Boczkowskiego.